# Palais Bulles

Monumento storico di Francia dal 1999.

Il Palais Bulles (Palazzo Bolle) è un edificio situato in Francia a Théoule-sur-Mer, lungo la Costa Azzurra, nel dipartimento delle Alpi Marittime.
Progettato dall'architetto Antti Lovag, fu commissionato da un ricco industriale francese e successivamente acquistato dallo stilista italo-francese Pierre Cardin come propria dimora estiva.
Dal 1999 l'edificio è iscritto nella lista dei Monumenti Storici del Ministero della Cultura francese.

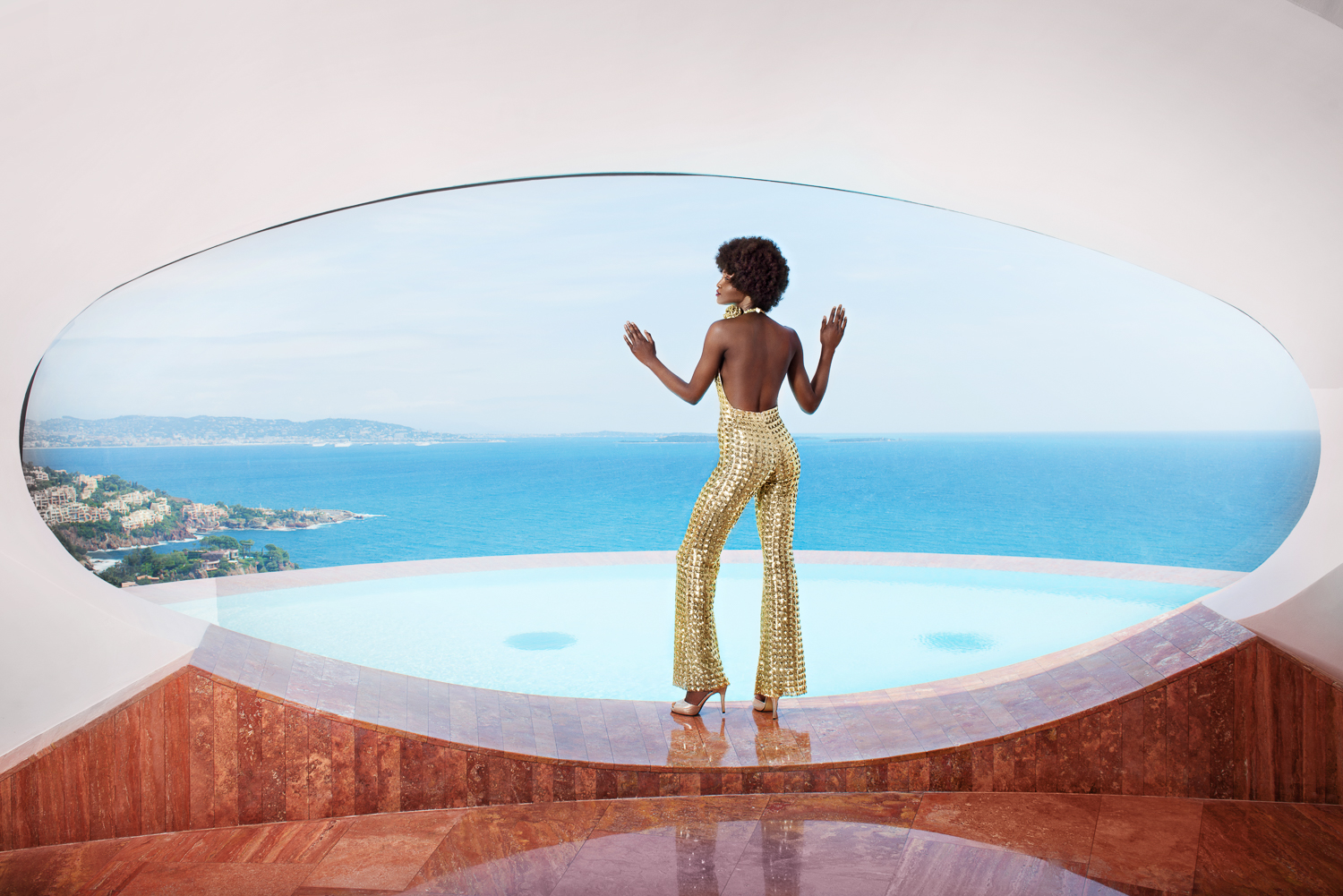
Il dettaglio di un'ampia vetrata affacciata sulla baia di Cannes.

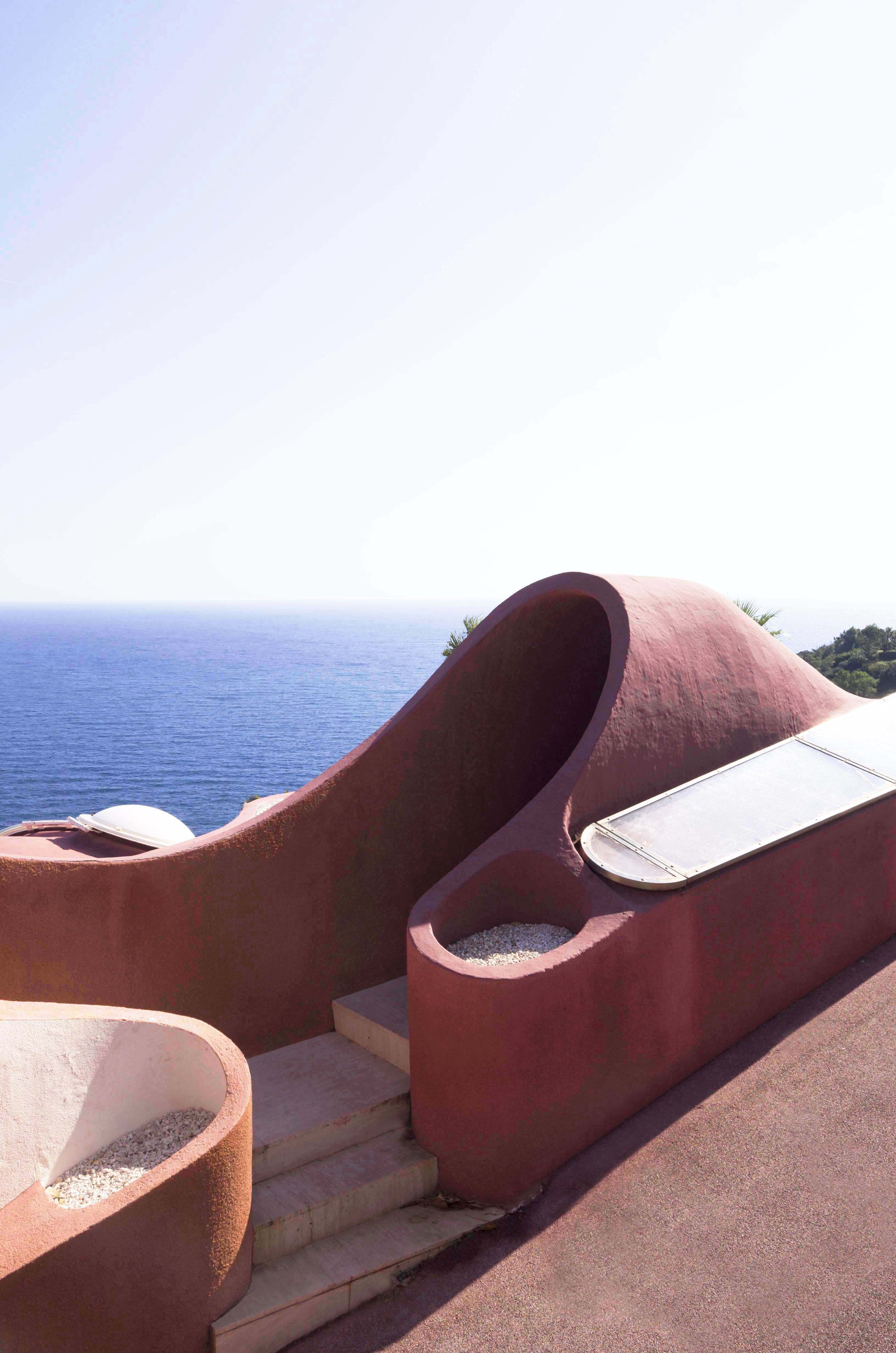
Un dettaglio che evidenzia le sinuosità tipiche della struttura.

## Storia
L'edificio è stato ideato nel 1975 dall'architetto Antti Lovag su commissione del ricco industriale francese Pierre Bernard ed è la terza opera analoga progettata dall'architetto ungherese secondo la corrente dell'architettura organica. Il facoltoso committente volle questa stravagante opera poiché già conosceva le innovative concezioni architettoniche di Antti Lovag, precursore della architettura blob. Egli infatti nel 1971 aveva già realizzato per lui poco distante, la sua abitazione personale denominata Maison Bernard, che oggi è un museo. Inoltre Antti Lovag aveva già progettato anche l'abitazione per Antoine Gauder a Tourrettes-sur-Loup, soprannominata Maison Bulles.
Una volta completato, l'edificio sarebbe dovuto diventare una struttura ricettiva polifunzionale ma nel 1990 fu acquistata dal celebre stilista Pierre Cardin come propria dimora estiva, poiché conquistato dalle particolari sinuosità della struttura, fino a descriverla come «[…] mon coin de paradis». Egli fece apportare alcune modifiche, senza tuttavia snaturare l'essenza architettonica dell'edificio e, grazie ai grandi spazi a disposizione, venne eletto anche come luogo di eventi aziendali della casa di moda parigina, sfilate, riprese fotografiche e vari eventi mondani.
Nel 1999 il Palais Bulles è stato compreso nella lista dei monumenti storici del Ministero della Cultura francese e nel 2016 l'architetta francese Odile Decq ha completato una ristrutturazione e un restauro conservativo durati cinque anni. Al termine dei lavori Palais Bulles è stato anche messo in vendita per un breve periodo all'esorbitante cifra di 400 milioni di euro, uno dei prezzi più alti mai raggiunti da una proprietà immobiliare in Europa.
Malgrado ciò l'edificio non è stato venduto e dal 2017 la casa di moda parigina ha scelto di adibirlo a complesso residenziale di lusso. La struttura è dunque locabile per soggiorni brevi ma anche per eventi privati o commerciali. Da allora Palais Bulles ospita conferenze, spettacoli, concerti, matrimoni, feste ma è stato anche luogo di un discreto numero di eventi aziendali, tra cui quelli di: MTV, Canal+, Lego, Renault, Microsoft, Dassault, Rolls-Royce e Christian Dior.

## Descrizione

### Esterni
L'edificio sorge in un tratto della costa dell'Esterel di rara bellezza, sulla collina di Théoule-sur-Mer affacciata sul golfo della Napoule. L'intera struttura abitativa conta un'ampiezza di circa 1.200 m2 e si sviluppa su tre piani differenti.
La sua tipica morfologia sinuosa tuttavia cela abilmente questa suddivisione in piani, poiché le forme di circa una dozzina di elementi sferici si fondono in modo assai plastico, organico e variegato, dando vita a un labirintico susseguirsi spazi abilmente interrotti da scalinate, terrazze, porticati e cupole punteggiate da circa un centinaio di lucernai a calotta, oblò e vetrate ovali di varia ampiezza che conferiscono un sapore avveniristico all'intera struttura.
La particolarità dell'opera dell'architetto ungherese Antti Lovag risiede proprio nella ricerca di queste forme curvilinee in tutte le opere murarie, con una pressoché totale assenza di spigoli e di setti lineari.
Le superfici esterne sono completamente intonacate e tinteggiate di una tonalità rosa intenso, come previsto dal rigido piano regolatore dell'Esterel, che consente unicamente l'utilizzo di gradazioni cromatiche in armonia con i colori della natura circostante. Oltre al vasto numero di terrazze panoramiche, giardini, fontane, cascate e giochi d'acqua, la struttura ospita anche due piscine e un teatro con una capienza di 500 persone all'aperto.

### Interni
La struttura comprende per la quasi totalità spazi abitativi destinati all'attività ricettiva residenziale ma è provvista anche di ampi saloni panoramici a uso comune, una sala conferenze interna, una caffetteria, un centro benessere, una reception e un ampio garage sotterraneo. Come per l'esterno, anche gran parte degli interni sono caratterizzati dal colore rosa intenso, tuttavia questa dominante cromatica lascia anche spazio ad ambienti di tonalità bianche e blu intenso.
Ovviamente la morfologia curvilinea si ripropone coerentemente anche all'interno con un ritmo quasi ossessivo ma ben bilanciato e con una pressoché totale assenza di setti e pareti lineari. Le forme sinuose e tondeggianti coinvolgono anche finestre e serramenti, così come si estendono ai svariati complementi d'arredo come caminetti, mensole, vasche da bagno, letti o divani, sovente parzialmente inseriti in strutture in muratura, contribuendo a un senso di continuità tra interno ed esterno, sottolineato anche dall'assenza di barriere e talvolta delimitato da vetrate tonde con apertura a contrappeso, oppure da strutture sferiche "a bolla" scorrevoli o apribili, soluzione dal sapore avveniristico utilizzata per i molteplici ambienti con funzione di patio o veranda. 
La porzione che costituiva la residenza privata dello stilista Pierre Cardin comprende anche dieci ambienti, in prevalenza camere da letto, decorati ciascuno da un artista diverso: Gae Aulenti, Rodrigo Basilicati, Patrice Breteau, François Chauvin, Gerard Cloarec, Pierre Paulin, Alberto Posselli, Claude Prévost, Jêrome Tisserand e Daniel You. Al suo interno sono anche conservati alcuni esemplari di Sculptures utilitaires disegnate nel 1977 dallo stesso Pierre Cardin come parte di una collezione di mobili dalle forme sinuose ed ergonomiche.